# Inscriptions runiques à Sainte-Sophie

Sainte-Sophie, 2013

Au moins deux inscriptions runiques ont été retrouvées sur les parapets en marbre de Sainte-Sophie à Istanbul. Ils ont potentiellement été gravés par des membres de la garde varangienne à Constantinople à l'époque viking.

## L'inscription de Halfdan

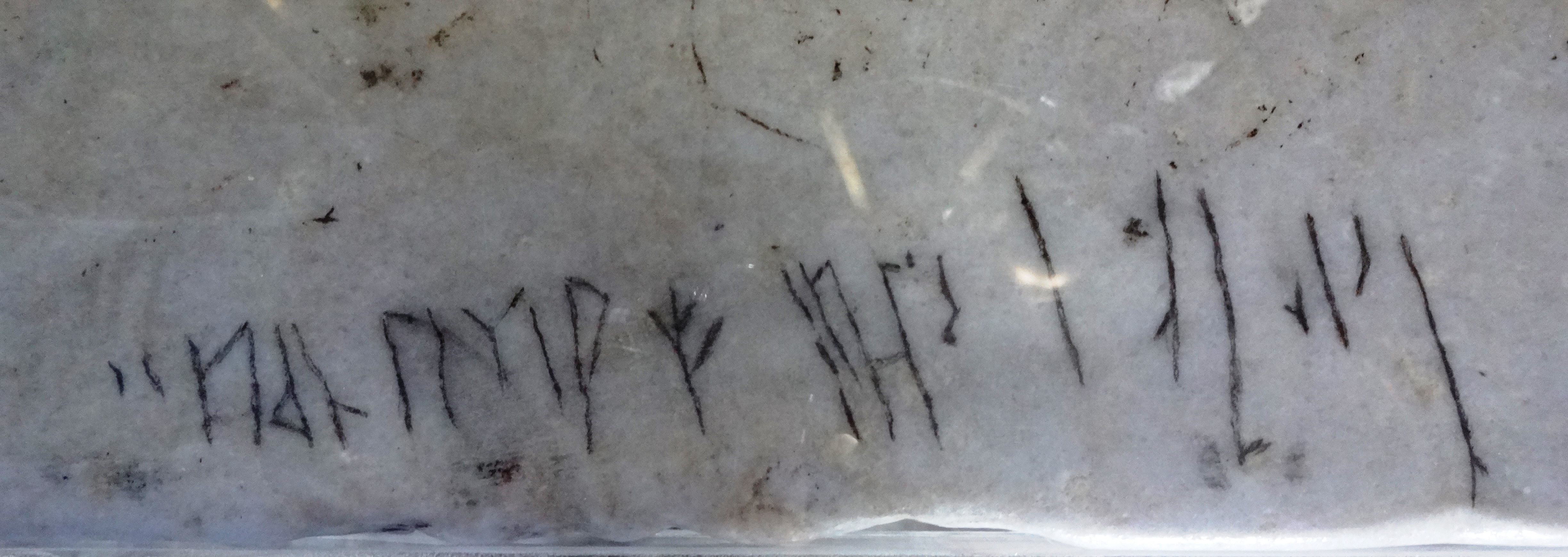
L'inscription Halfdan - 2014

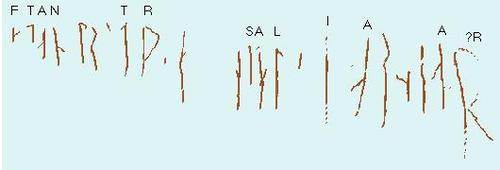
Transcription des runes Halfdan reconnaissables

La première inscription runique a été découverte en 1964 sur un parapet au dernier étage de la galerie sud, et la découverte a été publiée par la runologue Elisabeth Svärdström dans « Runorna i Hagia Sofia », Fornvännen 65 (1970), 247 – 49. L'inscription est usée, de sorte qu'aujourd'hui seul le -ftan du nom nordique Halfdan est lisible. Le reste de l'inscription est considéré comme illisible, mais il est possible qu'elle ait suivi la formule courante « NN a gravé ces runes ».

## La deuxième inscription
Une deuxième inscription a été découverte par Folke Högberg d'Uppsala en 1975. Elle a été découverte dans une niche dans la partie nord de la même galerie que la première inscription. La découverte a été signalée au Département des Runes de Stockholm en 1984, mais n'a pas été publiée. L'archéologue Mats G. Larsson a à nouveau découvert les runes en 1988 et a publié la découverte dans "Nyfunna runor i Hagia Sofia", Fornvännen 84 (1989), 12 – 14. Il a lu ari:k et l'a interprété comme un possible « Ári a f(ait) » ou « Ári a f(ait les runes) ». En raison de l'incertitude de la lecture, l'inscription n'a pas été enregistrée dans le périodique Nytt om runer 4 de 1989.
Högberg avait fait une lecture différente de celle de Larsson en 1975, et cette lecture a été soutenue par Svein Indrelid, professeur d'archéologie à l'Université de Bergen, en 1997. Högberg et Indrelid lisent le nom de l'homme Árni et ils considèrent l'inscription comme un pur graffiti, contrairement à Larsson. Larsson a eu connaissance de l'interprétation de Högberg en 1989, mais il a défendu sa propre interprétation.

## Autres d'inscriptions
Le professeur Indrelid a réalisé des copies de cinq inscriptions runiques possibles sur le parapet et les a remises aux archives runiques norvégiennes en 1997. Il se peut qu'il y ait des inscriptions runiques supplémentaires qui attendent d'être découvertes sur les murs et d'autres parties de Sainte-Sophie.

## Sources
- James E. Knirk, Runer i Hagia Sofia i Istanbul, Nytt om runer 14 (1999), 26-27 (archivé).
- Reliques des Varègues – Grafitti à Sainte-Sophie . Archived   (avec photos).